# Hyundai H-1
Hyundai H-1 – samochód osobowo-dostawczy typu van klasy średniej produkowany podpołudniowokoreańską marką Hyundai w latach 1997 – 2023.

## Pierwsza generacja

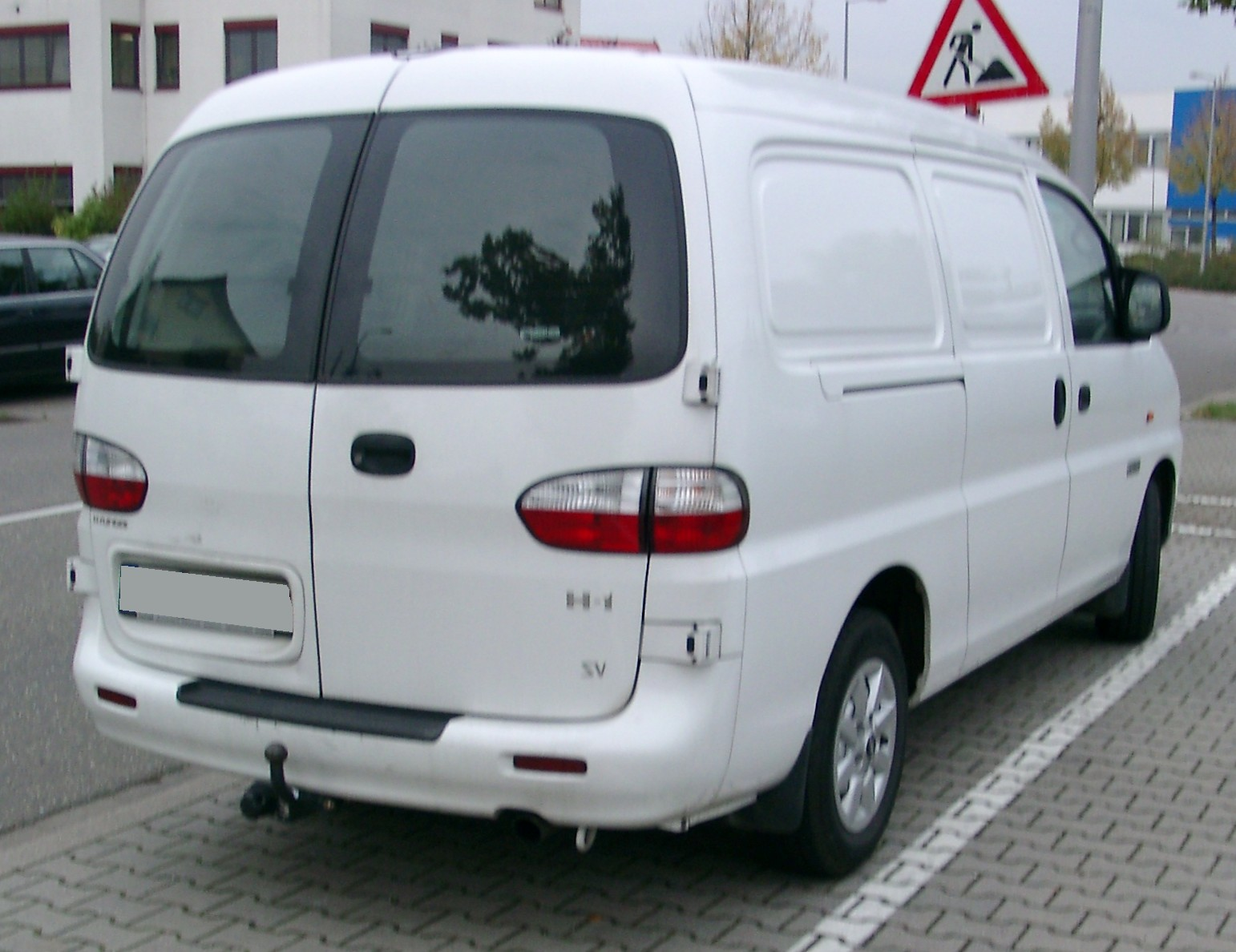
Hyundai H-1 I - tył

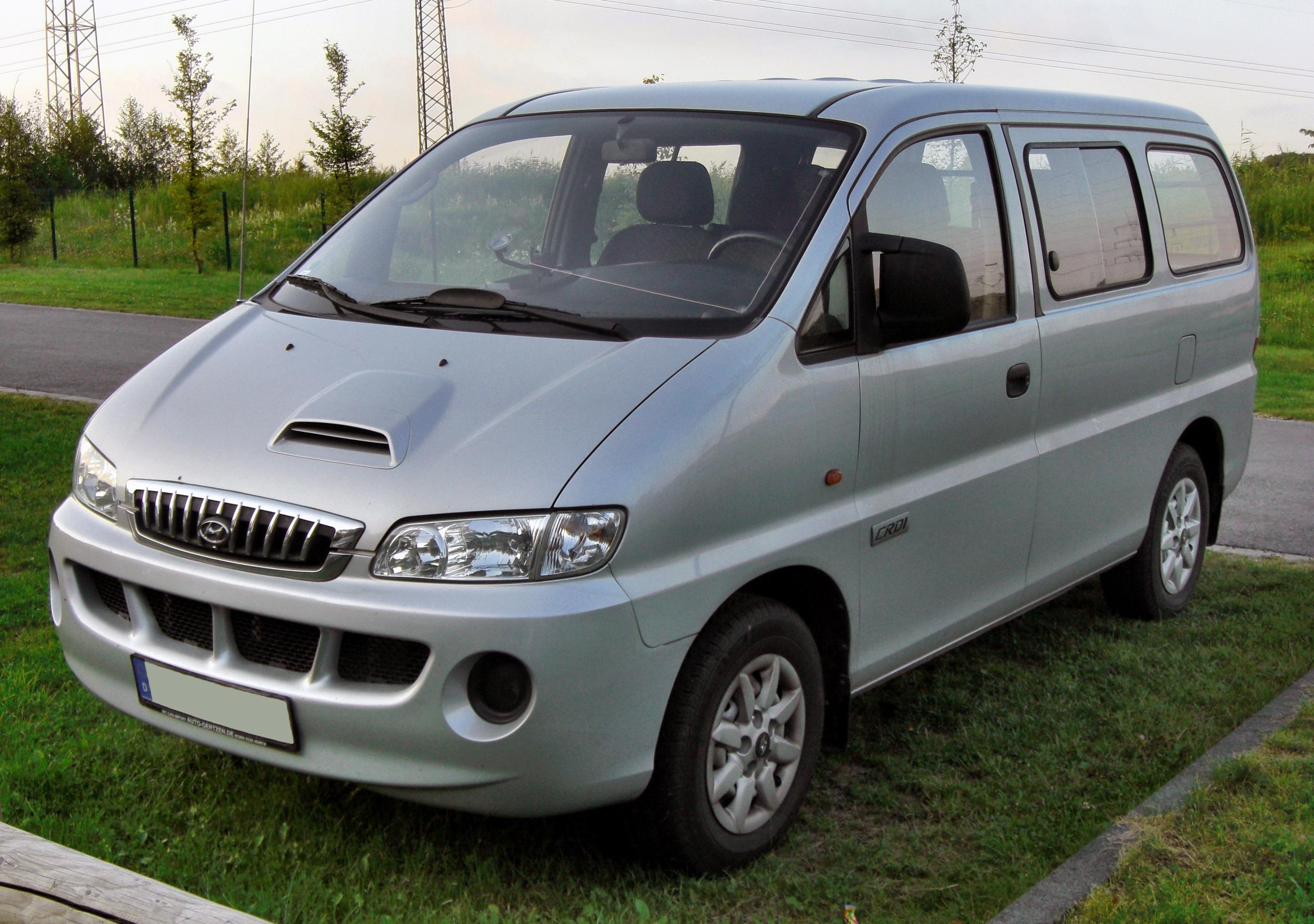
Hyundai H-1 I Van

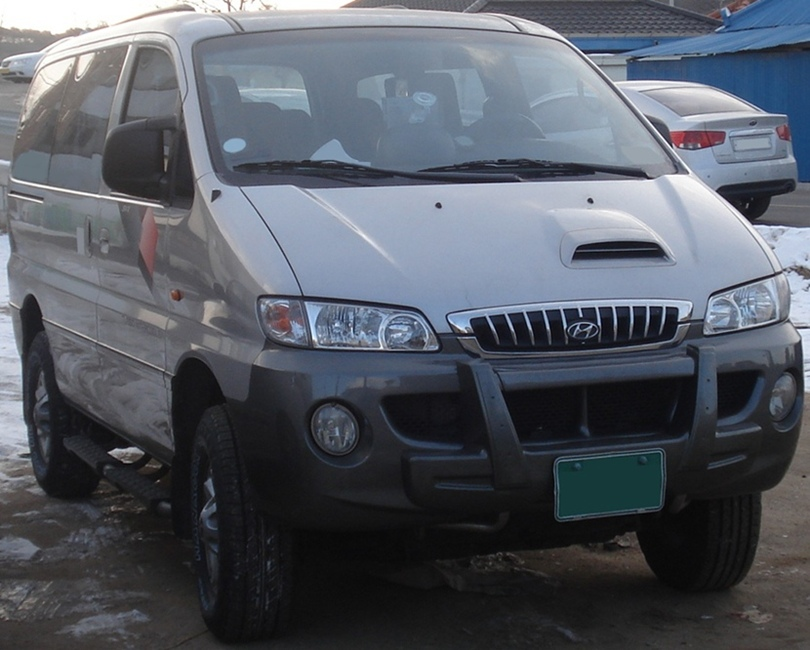
południowokoreański Hyundai Starex I AWD

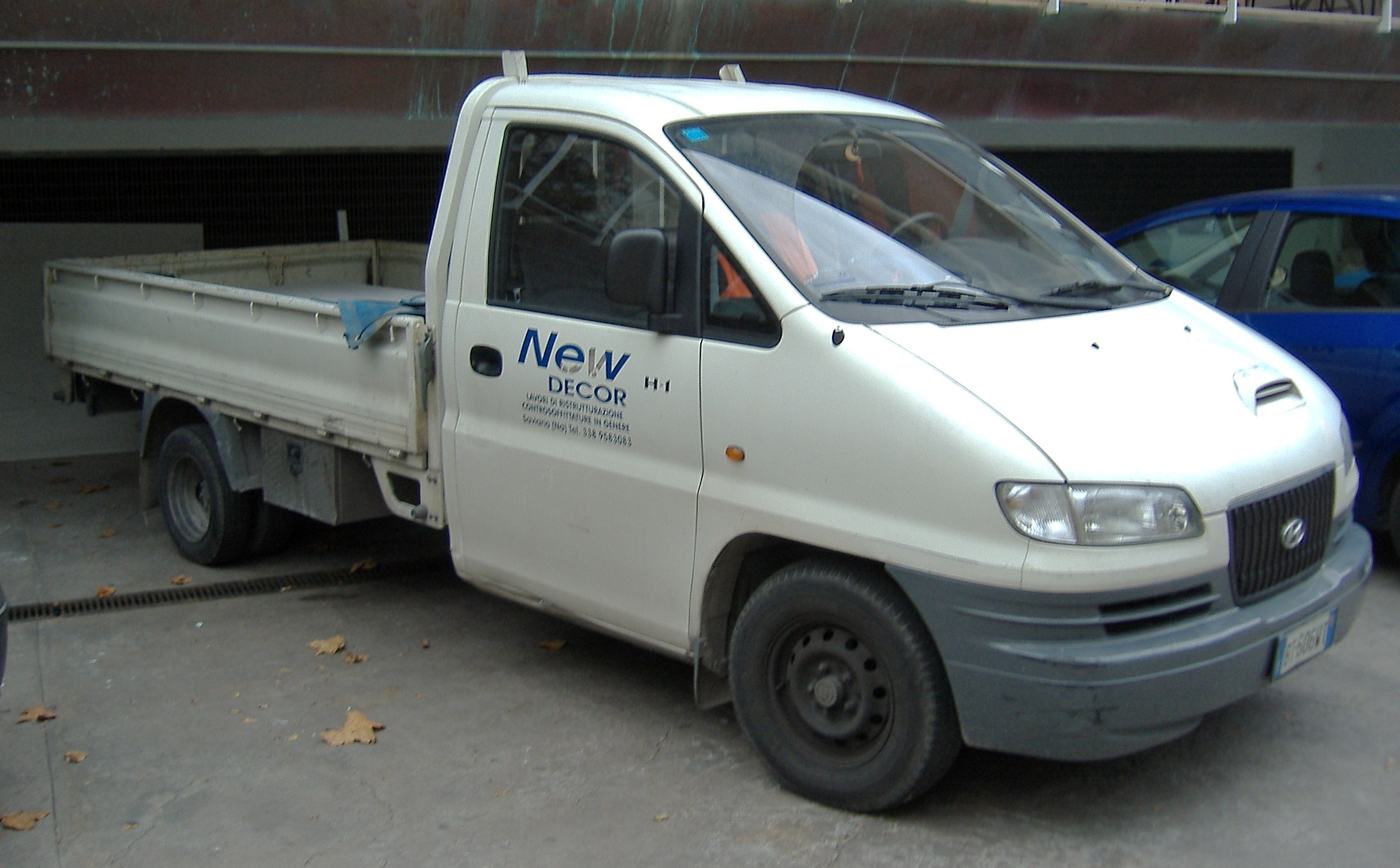
Hyundai Libero

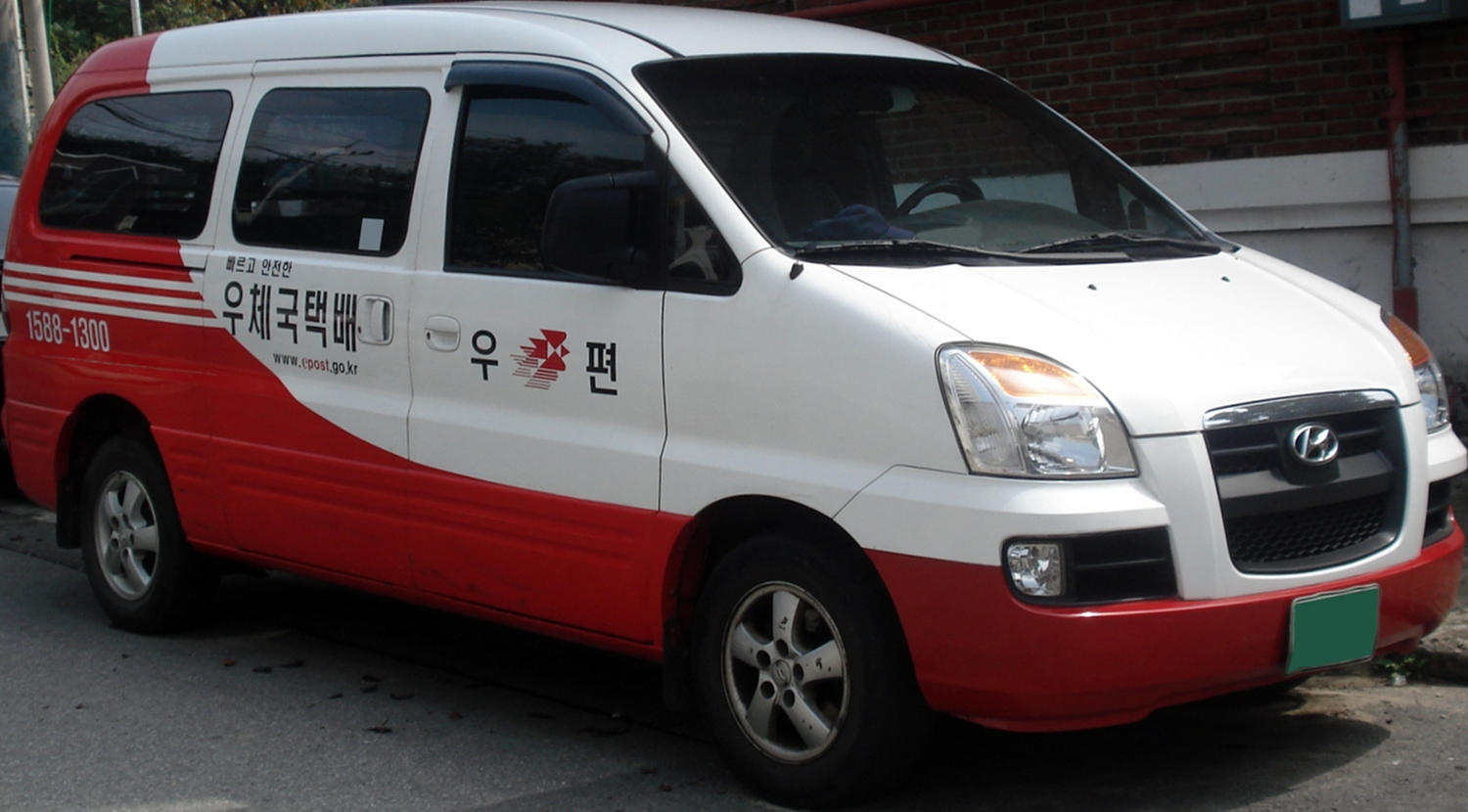
południowokoreański Hyundai Starex I po liftingu

Hyundai H-1 I został zaprezentowany po raz pierwszy w 1997 roku.
Model H-1 pojawił się w oferice Hyundaia jako następca przestarzałego wówczas Grace. Podobnie jak poprzednik, samochód został skonstruowany w ramach partnerstwa z japońskim Mitsubishi jako bliźniacza konstrukcja wobec dużego vana Delica. 
Pod kątem wizualnym Hyundai H-1 pierwszej generacji odróżniał się od pierwowzoru Mitsubishi mniejszymi, bardziej agresywnie stylizowanymi reflektorami, a także chromowanym wlotem powietrza z logo producenta. Zmiany zaszły w tylnej części nadwozia, która otrzymała bardziej zaokrąglone, biało-czerwone lampy.
W gamie H-1 znalazł się zarówno przeszklony wariant o osobowym charakterze mogący pomieścić od 7 do 9 pasażerów, jak i wariant dostawczy z przestrzenią ładunkową o pojemności 5,7 metrów sześciennych. 

### Lifting
W 2004 roku Hyundai H-1 pierwszej generacji przeszedł obszerną restylizację, która objęła głównie wygląd pasa przedniego. Otrzymał on nowy wygląd, z większymi, wyżej osadzonymi reflektorami, a także znacznie większy, prostokątny wlot powietrza z umieszczonym w górnej części logo producenta.

### Libero
Równolegle z dostawczym lub osobowym H-1, Hyundai wprowadził do sprzedaży także wariant pickup o nazwie Hyundai Libero. Zamiast przedziału transportowego, oferował on otwartą skrzynię, a także odróżniał się innym wyglądem przedniej części nadwozia z węższym i mniejszym wlotem powietrza.

### Sprzedaż
Hyundai H-1 pierwszej generacji był oferowany pod różnymi nazwami w zależności od rynku zbytu. Na rynku rodzimej Korei Południowej i Azji Wschodziej sprzedawano go jako Hyundai Starex, z kolei na wybranych rynkach europejskich nosił nazwy Hyundai H200 lub Hyundai Satellite.
W 2002 roku H-1 trafił także do produkcji w Chinach, gdzie licencyjnym wytwarzaniem zajęło się lokalne przedsiębiorstwo JAC na podstawie porozumienia z Hyundaiem. Jako JAC Refine M5 samochód produkowano przez kolejne 13 lat, do 2015 roku, przechodząc w międzyczasie jedną dużą restylizację.

### Silniki
- R4 1.8l
- R4 2.0l
- R4 2.0l Turbo
- R4 2.4l
- V6 3.0l DOHC
- R4 1.8l TD
- R4 1.9l TD
- R4 2.5l D
- R4 2.5l TD
- R4 2.8l TD

## Druga generacja

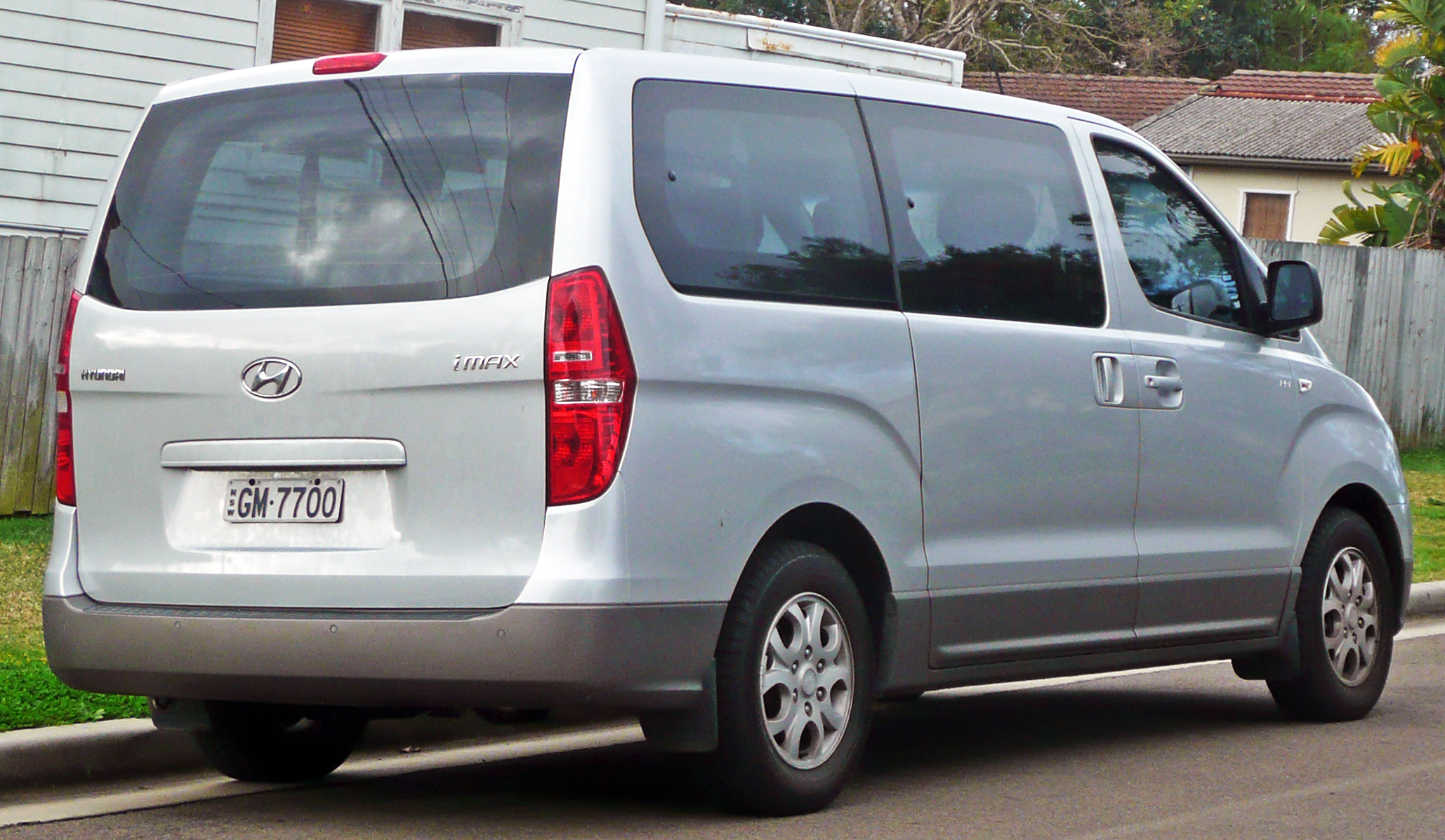
australijski Hyundai iMax - tył

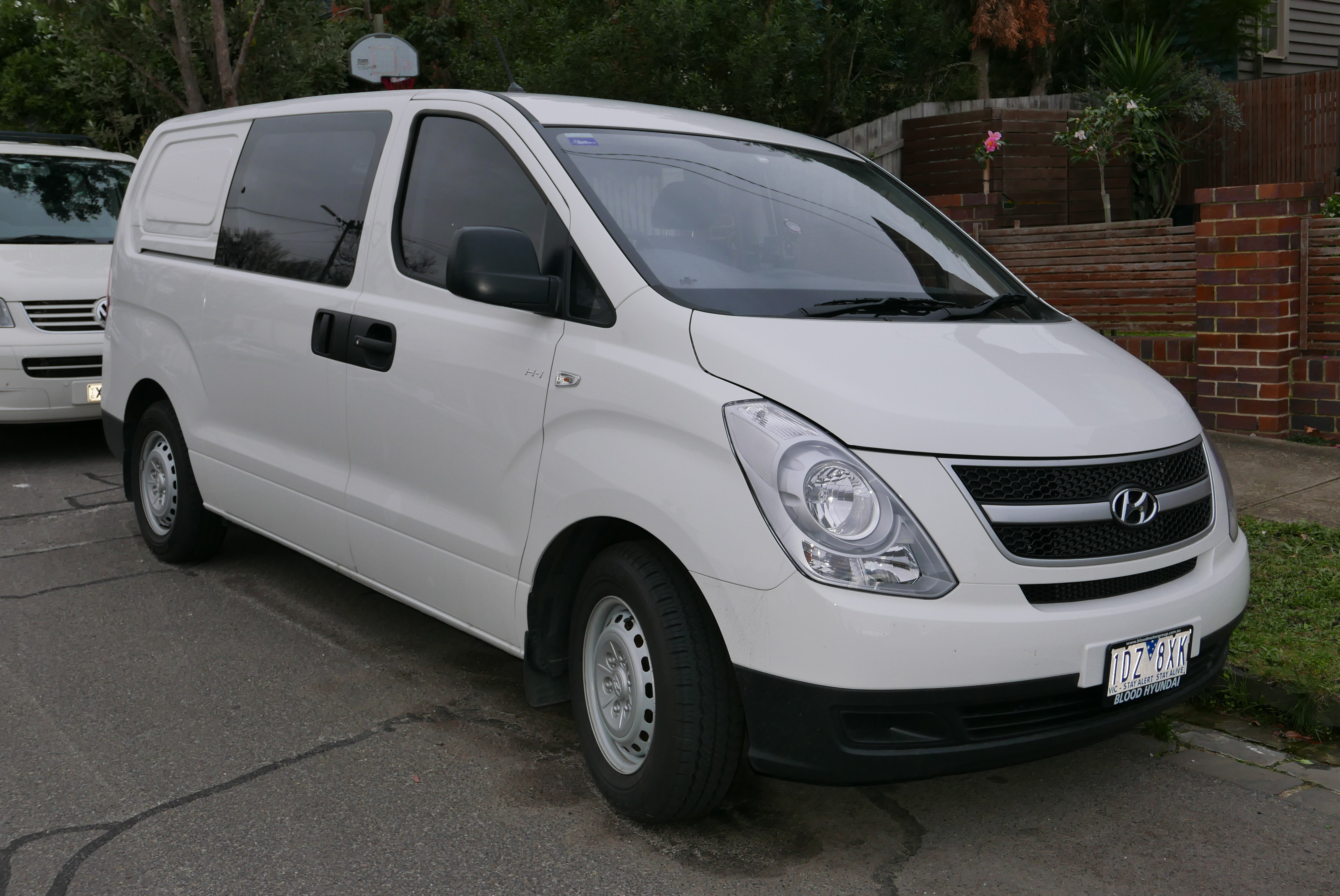
australijski Hyundai iLoad

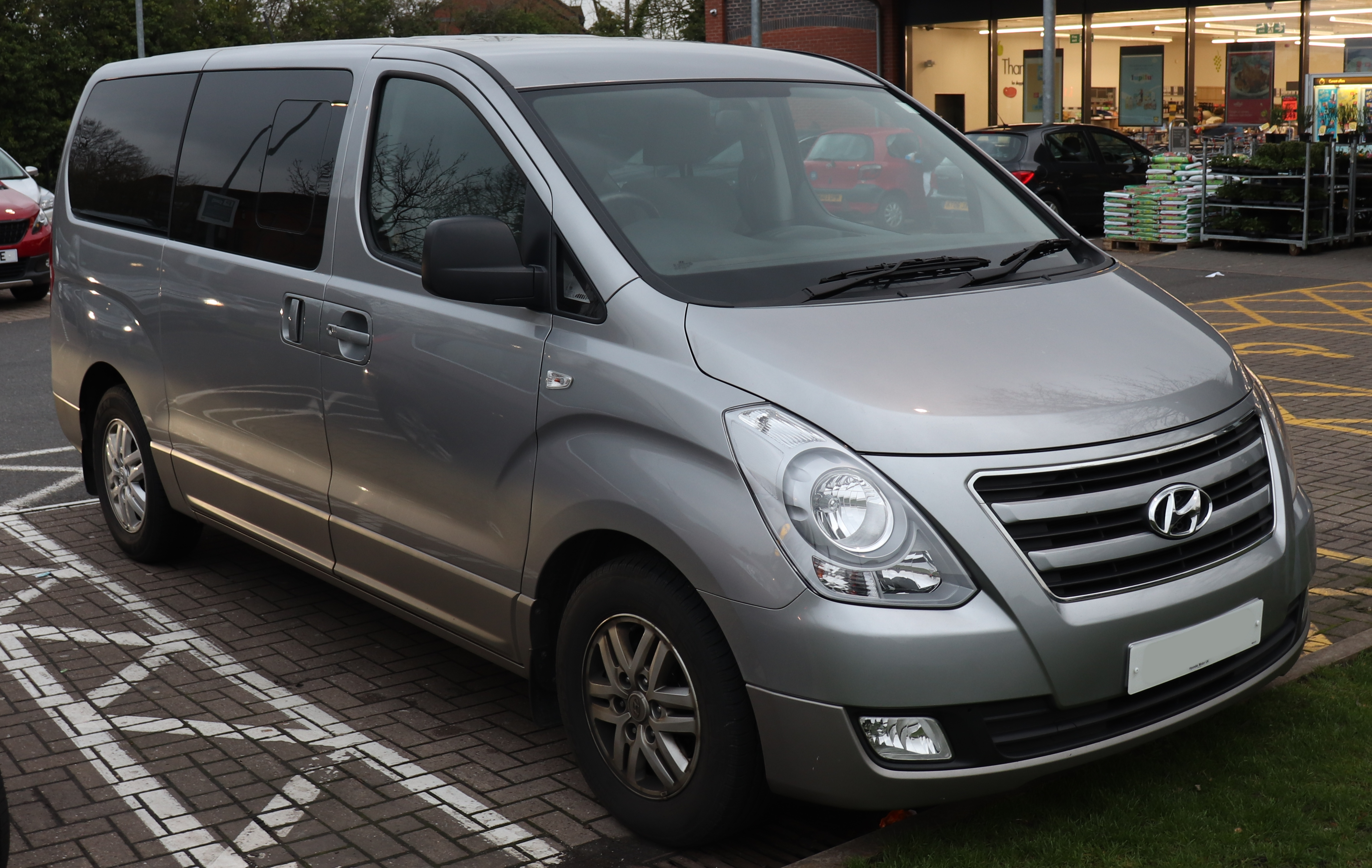
brytyjski Hyundai i800 po liftingu

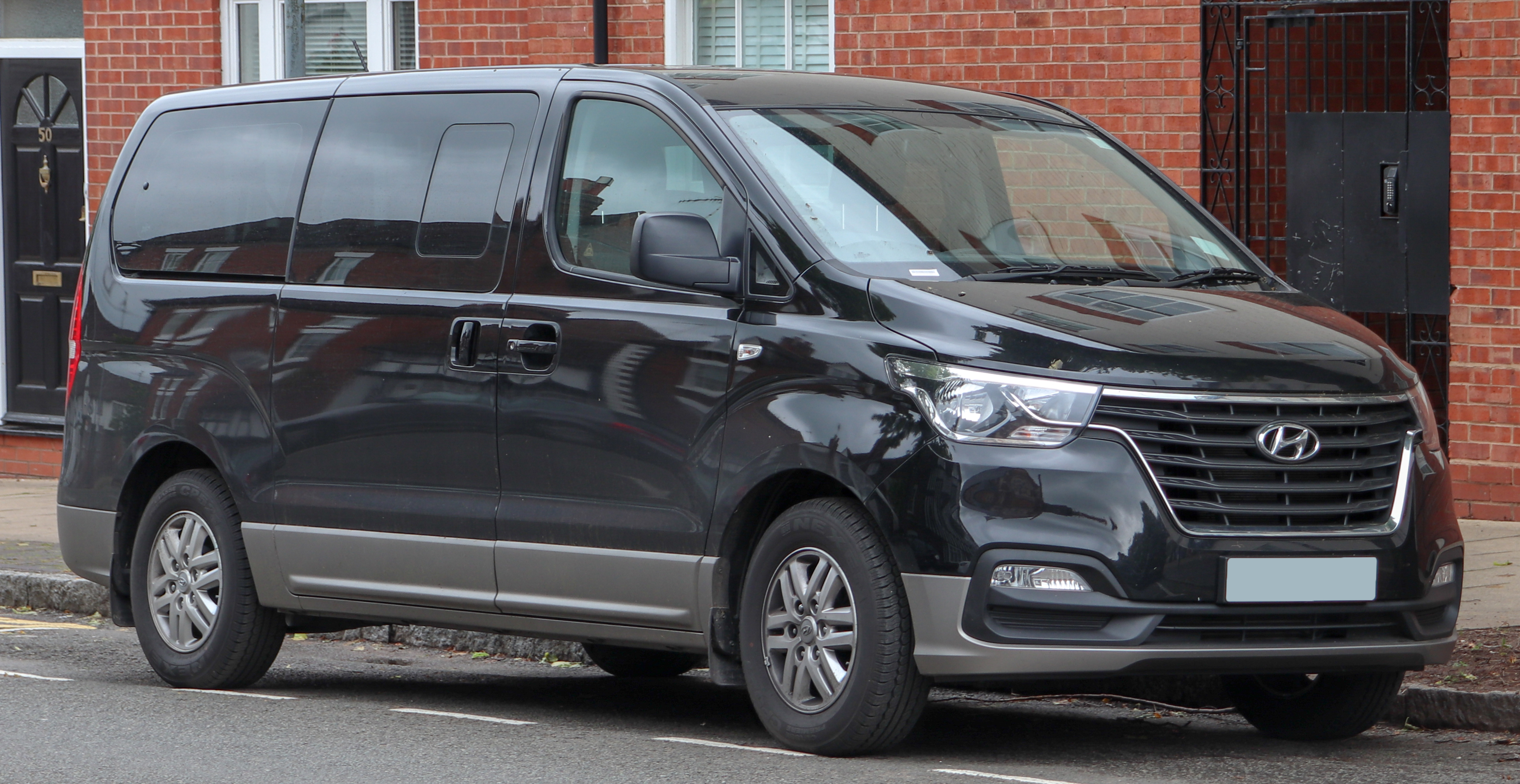
brytyjski Hyundai i800 po drugim liftingu

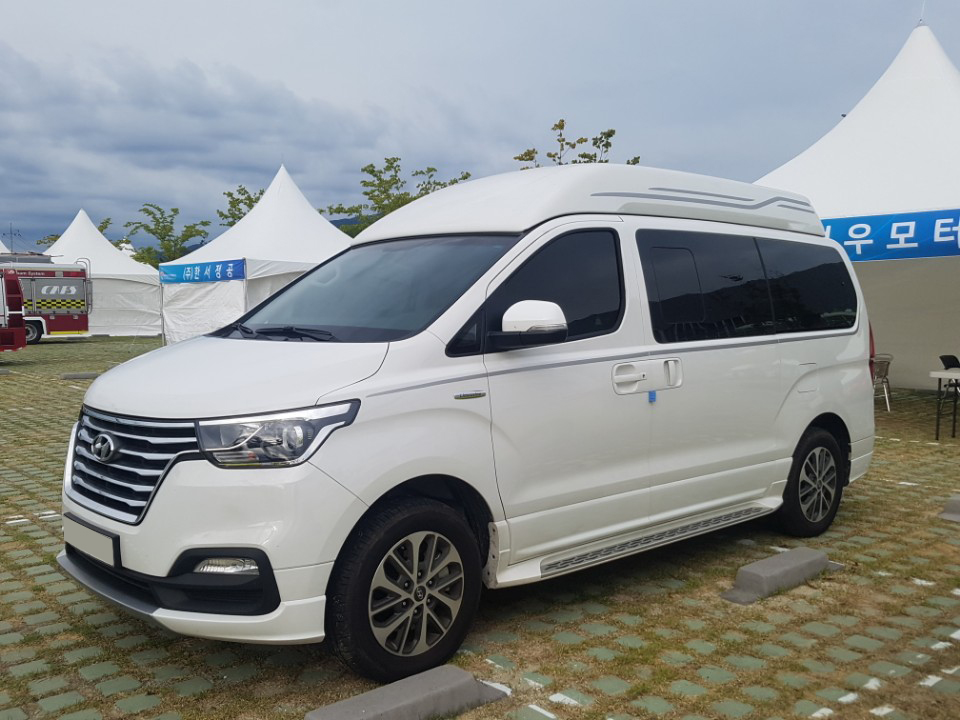
południowokoreański Hyundai Grand Starex

Hyundai H-1 II został po raz pierwszy zaprezentowany w 2007 roku.
W przeciwieństwie do poprzednika, druga generacja Hyundaia H-1 powstała już jako samodzielna konstrukcja południowokoreańskiego producenta mająca oferować bardziej przestronne i komfortowe warunki jazdy. Samochód w głębszym stopniu został upodobniony do osobowych modeli Hyundaia, z zaokrągloną sylwetką wzbogaconą przetłoczeniami i dominującymi pas przedni dużymi, pionowo umieszczonymi reflektorami.
Podobnie jak poprzednik, H-1 drugiej generacji trafił do sprzedaży zarówno w wariancie dostawczym, jak i osobowym, z czego ten drugi umożliwiał zróżnicowane możliwości transportowe. W zależności od konfiguracji, van oferuje przestrzeń od 8 do 12 pasażerów. 

### Restylizacje
Pierwszą restylizację Hyundai H-1 drugiej generacji przeszedł pod koniec 2015 roku, zyskując większą atrapę chłodnicy, przemodelowany zderzak i dodatkowe przetłoczenia przy reflektorach. Drugą, znacznie obszerniejszą modernizację, pojazd przeszedł w grudniu 2017 roku, zyskując zupełnie nową stylizację pasa przedniego. Pojawiły się mniejsze, bardziej agresywne i kanciaste reflektory, a także przemodelowana atrapa chłodnicy. Ponadto, delikatnym zmianom poddano także wkłady tylnych lamp. Polski importer samochodów marki Hyundai nie zdecydował się na wprowadzenie do sprzedaży H-1 po drugiej restylizacji.

### Sprzedaż
Hyundai H-1 drugiej generacji w jeszcze obszerniejszym zakresie od poprzednika trafił do oferty pod różnymi nazwami w zależności od rynku. Nazwę Hyundai Grand Starex przyjął w Korei Południowej i  na rynkach Azji Wschodniej, z kolei w Australii i Nowej Zelandii przyjęto nazwy Hyundai iMax dla wersji osobowej i Hyundai iLoad dla wariantu dostawczego. 
W Wielkiej Brytanii zastosowano nazwę Hyundai i800, w Holandii Hyundai H300, za to w Meksyku pojazd sprzedawano w sieci dealerskiej marki Ram jako Ram H100.

### Wyposażenie
- Classic
- Premium

W zależności od wybranej konfiguracji pojazdu, auto wyposażone może być m.in. w system ABS z EBD, ESP, komplet poduszek powietrznych, światła przeciwmgłowe, klimatyzację manualną bądź automatyczną, wielofunkcyjną kierownicę, zamek centralny, radio CD/MP3, a także elektryczne sterowanie szyb i elektryczne sterowanie lusterek.

### Silniki
- R4 2.4l MPI
- R4 2.5l TCi
- R4 2.5l CRDi 116 KM
- R4 2.5l CRDi 136 KM
- R4 2.5l CRDi 170 KM